# Realname
Der Realname oder Personenname ist der wirkliche Name einer natürlichen Person. Dieser Name steht in der Regel als voller Name im amtlichen Ausweis. In der Gemeinsamen Normdatei wird der Realname in Abgrenzung zum Pseudonym als wirklicher Name bezeichnet. In Literaturwissenschaft und Anthroponymie wird der Begriff Realname als Gegenteil eines Pseudonyms verwendet. Die Eigenschaft eines Werks, unter Realnamen des Autors zu erscheinen, wird als Onymität bezeichnet.

## Abgrenzung zu anderen Begriffen

### Bürgerlicher Name
Vom Realnamen wird der bürgerliche Name unterschieden, der auf Anschriften, in Verzeichnissen, Zeitungsberichten und im bürgerlichen Geschäftsverkehr genutzt wird. Ein Beispiel: Der frühere Verteidigungsminister zu Guttenberg heißt mit vollem Namen Karl-Theodor Maria Nikolaus Johann Jacob Philipp Franz Joseph Sylvester Buhl-Freiherr von und zu Guttenberg (und stünde somit bei B im Anschriftenverzeichnis). Der bürgerliche Name hingegen ist Karl-Theodor zu Guttenberg und wird bei G eingeordnet. Halbjahres- und Arbeitszeugnisse sollen den bürgerlichen Namen tragen, Ausbildungs-Abgangszeugnisse den vollen Namen.

### Geburtsname und Taufname
Der Begriff Geburtsname bezieht sich im Namensrecht auf den Familiennamen. Der Geburtsname ist im Bürgerlichen Gesetzbuch der Name, der in die Geburtsurkunde von Verlobten zur Zeit der Eheschließung einzutragen ist. Wird eine Geburtsurkunde ausgestellt, ist der Name einzutragen, den das Kind zur Zeit der Ausstellung der Urkunde als Geburtsname führt. Außerdem wird der Begriff „Geburtsname“ verwendet, um im Gegensatz zum Pseudonym den in der Geburtsurkunde eingetragenen Namen oder Taufnamen zu benennen.

### Pseudonym
In Literaturwissenschaft und Anthroponymie wird der Begriff Realname als Gegenteil eines Pseudonyms verwendet. Weitere Namen, die keine Realnamen sind, sind Decknamen (im Bereich der Geheimdienste und der Polizei), Spitznamen (unter Freunden oder in der Familie) und Nicknames (beispielsweise in Internetforen). In diesem Zusammenhang nennt man einen Realnamen auch Klarname oder Orthonym. Ein Pseudonym kann zum Realnamen werden, siehe etwa Loriot (Künstlername), Lenin oder Stalin (Kampfnamen). In einigen sozialen Netzwerken im Internet gibt es eine intensive Diskussion um die Frage, ob ein Realname oder ein Nickname genutzt werden sollte.

### Ähnliche Begriffe
Im Telemediengesetz wird in Abgrenzung zum Pseudonym der Begriff Klarname verwendet, der im Mittelpunkt der Debatte um Klarnamenszwang steht. Im Urheberrecht wird als Gegensatz zum Pseudonym auch der Begriff Orthonym verwendet. Die Eigenschaft literarischer Werke, den Realnamen des Autors zu tragen, wird in der Literaturtheorie in Abgrenzung zur Anonymität als Onymität bezeichnet.